# Elmsdale
Elmsdale är en ort i Kanada.   Den ligger i provinsen Nova Scotia, i den östra delen av landet, 1 000 km öster om huvudstaden Ottawa. Elmsdale ligger 9 meter över havet och antalet invånare är 3 034.
Terrängen runt Elmsdale är huvudsakligen platt. Elmsdale ligger nere i en dal. Runt Elmsdale är det ganska glesbefolkat, med 21 invånare per kvadratkilometer.. Närmaste större samhälle är Enfield, 3,9 km sydväst om Elmsdale. 
I omgivningarna runt Elmsdale växer i huvudsak blandskog.